# جامعة آلبورغ
جامعة آلبورغ (باللغة الدنماركية:Aalborg Universitet) هي إحدى جامعات الدنمارك. وتقع الجامعة في مدينة آلبورغ. يبلغ عدد طلاب الجامعة أكثر من 14000 طالب.
تاسست الجامعة في عام 1974 وهي خامس أكبر جامعة في الدنمارك في عدد الطلاب.
و تمنح الجامعات درجات البكالوريوس والماجستير والدكتوراه.

## كليات الجامعة
- كلية العلوم الإنسانية
- كلية العلوم الاجتماعية
- كلية الهندسة والعلوم
- كلية العلوم الصحية

## وصلات خارجية
- موقع جامعة آلبورغ (باللغتين الدنماركية والإنجليزية)